# Laurin & Klement MK6
Laurin & Klement MK6 (označovaný jako 19/60 HP a od roku 1923 také jako Laurin & Klement 445 nebo Laurin & Klement 450) byl osobní automobil vyráběný firmou Laurin & Klement mezi lety 1921 a 1925. V roce 1921 při svém uvedení na trh byl vůz označován jako MK Knight. Svým výkonem, rozměry a cenou se tyto vozy řadily mezi automobily tzv. luxusní třídy.

## Vznik a vývoj
Společníci firmy RAF se v roce 1913 rozhodli odprodat (i po úspěšné prezentaci na jubilejním X. ročníku pražské automobilové výstavy) rozpracovanou výrobu automobilce Laurin & Klement. Ta tím zároveň získala i patent na motory se šoupátkovým rozvodem Knight, které po této fúzi přispěly k obohacení škály mladoboleslavské produkce. Ta tyto čtyřválcové (13/40 HP) a šestiválcové motory Knight (19/60 HP) vyráběla a používala k zástavbě do automobilů až do svému zániku v roce 1925. Vozy MK 6 byly vyvinuty ze staršího modelu MK se čtyřválcovým motorem (vrtání ø 90 mm a zdvih 130 mm), který byl ve výrobě od roku 1913. Model MK 6 se motoricky v zásadě od něj lišil použitím šestiválcového motoru. V roce 1925 byla firma L&K začleněna do Škodových závodů a nově vyvinuté automobily nesly značku Škoda. Původní modely dostaly označení Škoda i Laurin & Klement.

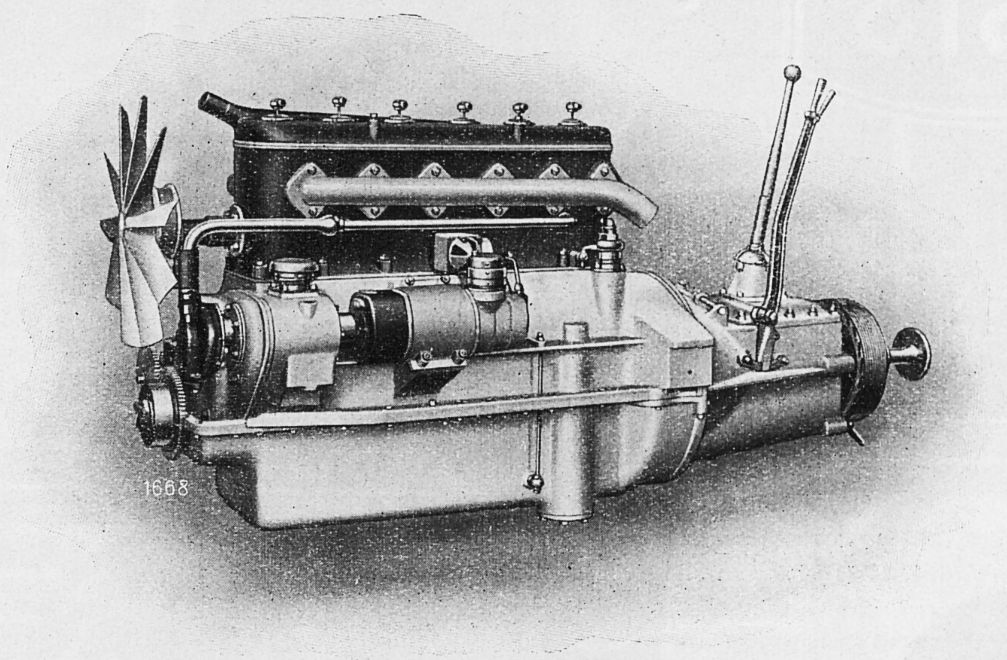
Laurin & Klement MK6 (motor)

## Motor
Vodou chlazený řadový šestiválec s šoupátkovým rozvodem Knight byl uložený vpředu a poháněl zadní kola. Měl výkon 44 kW (60 koní) a objem válců 4962 cm³ při vrtání 90 mm a zdvihu 130 mm.
Zalomený klikový hřídel běžel na sedmi ložiscích v tuhém karteru (motorová skříň). Mazání motoru prostřednictvím zubového čerpadla. Ve spodní části karteru byly misky s olejem a funkčně byly spojeny s akcelerátorem tak, že při plném plynu se misky zvedly a mazaly ozub na ojnici, čímž bylo při vyšších otáčkách mazání intenzivnější. 

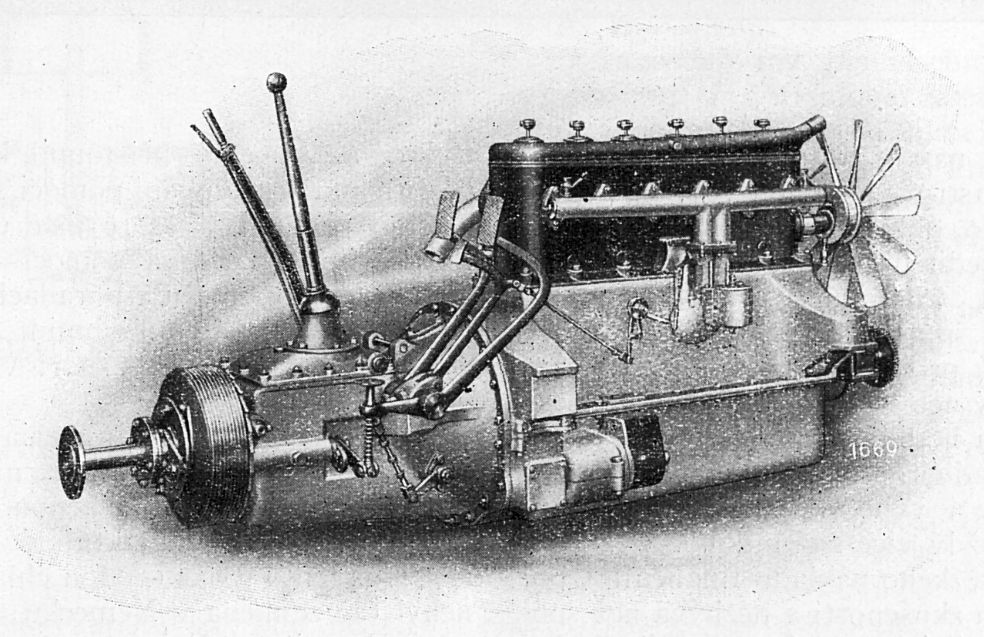
Laurin & Klement MK6 (motor R6 Knight)

Rozvodový hřídel byl poháněn řetězem. Zapalování magnetoelektrické v kombinaci s dynamem Scintilla (12V, 80W) popř. Bosch. Od stejných firem byl později dodáván startér, zprvu se motor natáčel klikou. Startér byl potom zapouzdřen a zabíral ozubením do setrvačníku. Karburátor typu Zenith 42 se třemi tryskami byl opatřen předehřívačem. Přívod paliva do karburátoru obstarávalo pod tlakem vzduchové čerpadlo. Vodní chlazení s větrákem, který byl poháněn plochým řemenem.

## Podvozek a karoserie
Motor byl umístěn v rámu tak, že jeho osa směrem dozadu mírně klesala, což byl způsob jak snížit namáhání kardanových kloubů v převodech. Převodová skříň s lamelovou spojkou byla montována v bloku s motorem (u typů 445 a 450) s tím, že řadicí páka byla umístěna uprostřed mezi předními sedadly. Zadní osa byla vybavena párem ozubeným kol Gleason.
Obě nápravy v klasickém obdélníkovém rámu s rozchodem 1360 mm měly listová pera. Přední brzdy byly původně systému Perrot (nožní převodová za příplatek 6000 Kč). Standardně byl vůz později vybaven na všech čtyřech kolech bubnovými brzdami. Kola byla dřevěná s odnímatelnými ráfky, později ocelová od firmy Michelin. Na voze byly instalovány pneumatiky původně o rozměru 880x120 mm, později 895x135 mm. Jako nedílná součást auta se dodávaly americká střecha s postranními díly, dvě nouzová sedátka, skleněná čelní tabule před řidičem, držák náhradních ráfků, nosič zavazadel, přístrojová deska se dvěma tlakoměry, teploměrem a hodinami. Luxusní výbava byla doplněna i kompresorem pro huštění pneumatik. Byly to atributy snad nejdokonalejšího osobního vozu značky Laurin & Klement.
Maximální rychlost byla 100 km/h při průměrné spotřebě paliva 22 l/100 km. Hmotnost byla udávána u podvozku 1300 kg a u karosovaných vozů až 2000 kg. Prodejní ceny za 4-6místné vozy byly v roce 1923 za faeton 185 000 Kč, za limuzínu 200 000 Kč a za vůz s kombinovanou karoserií 210 000 Kč (dřevěná kostra s plechovými panely). V roce 1924 se faeton (typ 450) s rozchodem kol 1356 mm prodával za 160 000 Kč.
Celkem bylo vyrobeno 51 kusů. Obrázek vozu v infoboxu představuje maršála Ferdinanda Foche, který nastupuje po přehlídce vojsk na Invalidovně do vozu Laurin & Klement, šestiválcového, který jako reprezentant domácího průmyslu byl mu dán po dobu jeho pobytu k dispozici.